# Hetzerath (Eifel)

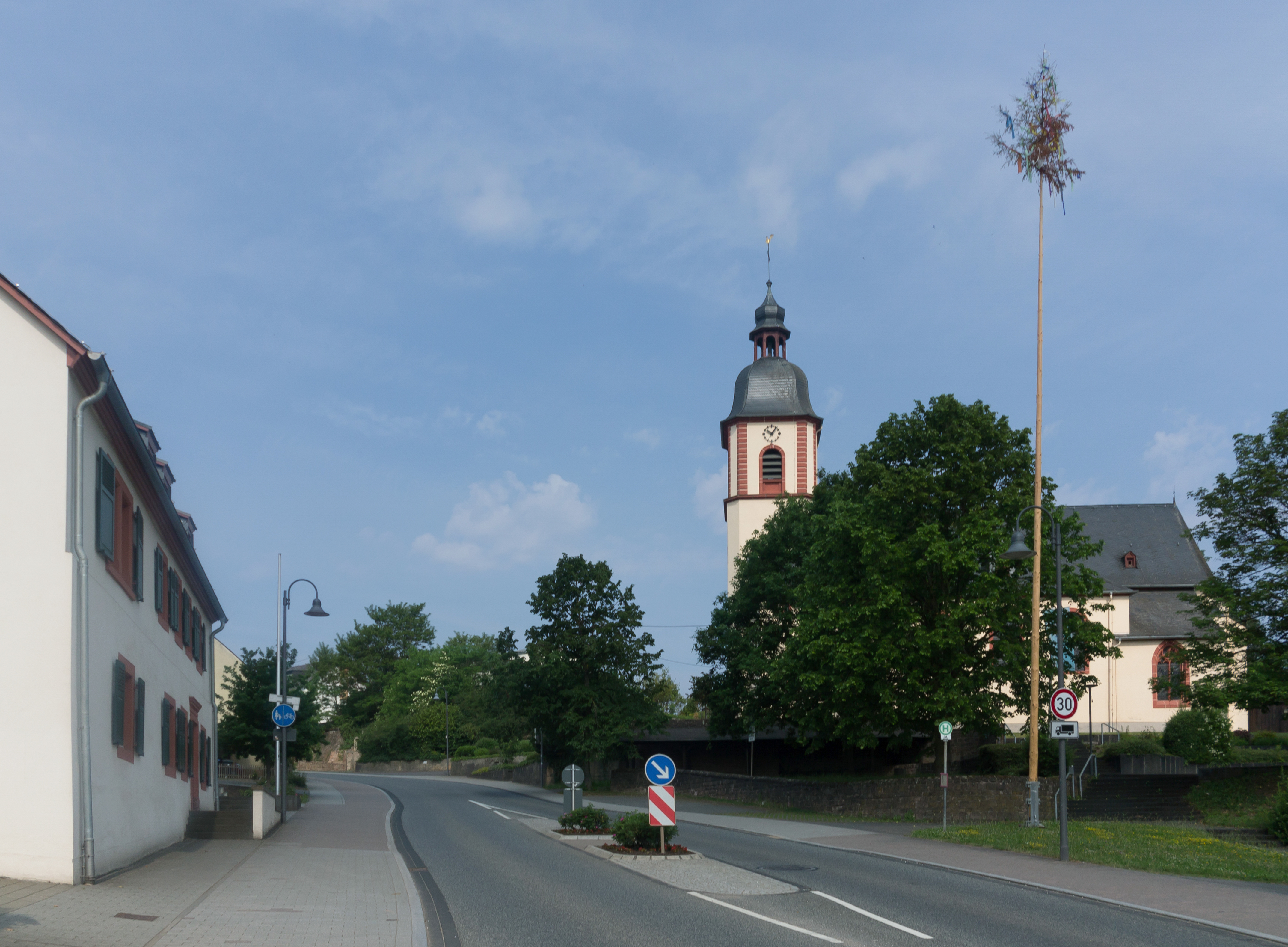
Hetzerath, katholieke kerk (Pfarrkirche Sankt Hubertus) in straatzicht

Hetzerath is een plaats in de Duitse deelstaat Rijnland-Palts, en maakt deel uit van het district Berkastel Wittlich.
Hetzerath (Eifel) telt 2.416 inwoners.

## Bestuur
De plaats is een Ortsgemeinde en maakt deel uit van de Verbandsgemeinde Wittlich Land.